# Томашовски окръг (Люблинско войводство)
Томашовски окръг (на полски: Powiat tomaszowski) е окръг в Източна Полша, Люблинско войводство. Заема площ от 1488,89 км2. Административен център е град Томашов Любелски.

## География
Окръгът се намира в историческата област Червена Рус. Разположен е в южната част на войводството.

## Население
Населението на окръга възлиза на 88 032 души (2012 г.). Гъстотата е 59 души/км2.

## Административно деление
Административно окръгът е разделен на 13 общини.
Градска община:
- Томашов Любелски

Градско-селски общини:
- Община Лашчов
- Община Тишовце

Селски общини:
- Община Белжец
- Община Кринице
- Община Любича Крулевска
- Община Рахане
- Община Сушец
- Община Тарнаватка
- Община Телятин
- Община Томашов Любелски
- Община Улховек
- Община Ярчов

## Фотогалерия
- Томашов Любелски
- Тишовце
- Лашчов